# Ubiquinol
L'ubiquinol és la forma totalment reduïda del coenzim Q10.
La conformació natural del coenzim Q10 és 2,3-dimetoxi-5-metil-6-poliprenil-1,4-benzoquinol, on la cadena poliprenilada és entre 9 i 10 unitats més llargues en mamífers. El coenzim Q10 pot prendre tres formes en les reaccions d'oxidació-reducció (redox): totalment oxidada (ubiquinona), parcialment reduïda (semiquinona o ubisemiquinona), i completament reduïda (ubiquinol). Les funcions redox de l'ubiquinol en la producció d'energia cel·lular i protecció antioxidant es basen en l'habilitat d'intercanviar dos electrons en un cicle redox entre la forma ubiquinol (reduïda) i la ubiquinona (oxidada).
L'ubiquinol és un benzoquinol liposoluble que es troba en tots els sistemes cel·lulars i en quasi totes les cèl·lules, teixits i òrgans dels mamífers. L'ubiquinol s'adquireix mitjançant la biosíntesi (el sintetitza el mateix organisme) i mitjançant petites aportacions a través de la dieta. L'ubiquinol té un paper establert com a component essencial de la cadena respiratòria o cadena transportadora d'electrons transferint electrons, de la qual cosa en resulta la síntesi del trifosfat d'adenosina (ATP). En els mamífers, la producció o síntesi d'ATP té lloc bàsicament en les crestes mitocondrials i, menys extensament, en altres orgànuls cel·lulars com són l'Aparell de Golgi (AG) i el Reticle endoplasmàtic (RE). En els mitocondris es produeix al voltant del 95% de l'energia que necessita la cèl·lula per al creixement, desenvolupament i per al correcte i sa metabolisme cel·lular. L'acció antioxidant de l'ubiquinol és considerada una de les funcions més importants dels sistemes cel·lulars. L'ubiquinol és un potent antioxidant lipofílic amb capacitat de regenerar altres antioxidants com el tocoferol (Vitamina E) i àcid ascòrbic (Vitamina C). Estudis recents també revelen una funció en l'expressió de gens implicats en la senyalització de cèl·lules humanes, el metabolisme i el transport.

## Resum funcions nutrient
L'ubiquinol és la forma antioxidant del CoQ10 i és essencial en la síntesi d'energia que té lloc als mitocondris. És l'únic antioxidant liposoluble que es coneix que sigui sintetitzat endogenament, participa en la protecció de les membranes biològiques evitant l'oxidació lipídica així com actua en la regeneració d'altres antioxidants com la Vitamina C i la Vitamina E. Les investigacions experimentals i clíniques publicades mostren que l'ubiquinol té impactes en la salut cardiovascular, el metabolisme neuronal, la salut renal, i gens relacionats amb el metabolisme de lípids i lipoproteïnes i la inflamació.

## Síntesi d'energia
Quant a les seves funcions bàsiques, els principals rols de l'ubiquinol són la producció d'energia als mitocondris i la síntesi d'antioxidant protector. El nutrient similar a les vitamines es troba concentrat en la membrana mitocondrial interna, on actua com a portador de reductors equivalent dels complexos I i II cap al complex III, en la cadena de transport d'electrons del mitocondri.

## Efectes cardiovasculars
Els efectes beneficiosos de l'ubiquinol en la funció cardíaca van ser demostrats clínicament pel doctor Peter Langsjoen.
Basant-nos en les deduccions de la recent experiència del Dr. Langsjoen, es consideren com a nivells terapèutics al plasma de CoQ10 aquells valors majors a 3,5 μg/ml, que és un valor significativament més alt que l'objectiu anterior : aquells valors majors a 2,5μg/ml. En aquest estudi, no es varen presentar efectes adversos de la ubiquinona ni l'ubiquinol, ni cap interacció amb medicaments incloent aquells pacients consumidors de cumarina, una medicina que es recepta a persones que tenen un alt risc de formar coàguls sanguinis (que podrien provocar greus problemes de salut, ja que poden bloquejar el flux sanguini al cor o al cervell).
L'any 2010, investigadors de la Universitat de Kiel (Alemanya) i la Universitat de Shinshu (Japó) publicaren un estudi sobre els efectes de l'ubiquinol i la ubiquinona en l'expressió del genoma en un model experimental emprant ratolins SAMP1 (Senescence Accelerated Mice Prone 1). Després de 14 mesos de tractament, es va analitzar el teixit hepàtic dels ratolins través de proves que es basen en l'expressió de determinats gens, són les anomenades proves de microarray. El perfil d'expressió genètica va demostrar una connexió funcional entre l'ubiquinol i les següents vies de senyalització: PPAR-α, LXR/RXR, i FXR/RXR. Finalment, es van identificar onze gens ubiquinol-dependents relacionats amb el colesterol i el metabolisme de lípids i lipoproteïnes. A excepció d'un gen, la ubiquinona no té cap efecte sobre aquests gens.

## Efectes antioxidants i en el procés d'envelliment
L'ubiquinol és un potent lípid soluble antioxidant capaç de regenerar l'α-tocoferol (vitamina E) i és important perquè és l'únic lípid soluble antioxidant sintetitzat a l'organisme humà. Científics han estat investigant la relació entre els estats subòptims, marcats amb alts nivells d'[[estrès 
oxidatiu]], i els nivells relatius d'ubiquinona i ubiquinol al cos, els quals, combinats, confereixen el valor anomenant “CoQ10 total”.
Les malalties provocades per un elevat estrès oxidatiu poden causar majors canvis a les quantitats d'ubiquinol i d'ubiquinona del cos. Aquest factor és designat pels científics com el ratio d'ubiquinol per ubiquinona (ubiquinol:ubiquinona). Una altra manera de descriure aquest fenomen és utilitzant el ratio d'ubiquinol, que consisteix a expressar el percentatge d'ubiquinol sobre la quantitat total de CoQ10.
Estudis han revelat un canvi notori en el perfil de CoQ10 de subjectes que pateixen diabetis mellitus tipus 2. Concretament, s'apreciava un decreixement del ratio d'ubiquinol al plasma que suggereix un increment de l'estrès oxidatiu.
Per altra banda, un estudi paral·lel evidencia la pèrdua d'ubiquinol en condicions marcades per un elevat estrès oxidatiu. Pacients amb hepatitis, cirrosi hepàtica i hepatoma (un procés tumoral desenvolupat al fetge pels hepatòcits) també presenten un decreixement de les concentracions d'ubiquinol, mentre que els nivells de CoQ10 (ubiquinol + ubiquinona) no eren inferiors.
Alguna informació preliminar, resultat d'avaluacions dels nivells d'ubiquinona i d'ubiquinol en sang de subjectes de diferents grups d'edat, a més a més, indica que l'ubiquinol podria estar involucrat en el procés d'envelliment cel·lular. En les observacions, no només s'apreciava que els subjectes d'edat avançada havien reduït la biosíntesi de CoQ10, sinó que la capacitat de convertit ubiquinona en ubiquinol també havia disminuït.
L'específica alineació d'ubiquinol ha estat investigada recentment a partir de la creació de vesícules unilaminars que contenien ubiquinol per tal de demostrar la posició de l'antioxidant a les membranes cel·lulars. Basant-se en tècniques de fluorescència sobre les vesícules, els científics ha conclòs que l'ubiquinol es troba més proper a la superfície membrana cel·lular que no pas a la regió hidròfoba de les membranes.
Un estudi en el qual van col·laborar conjuntament la Universitat de Waseda i la Universitat de Tsukuba ha demostrat els efectes beneficiosos de l'ubiquinol en dones de mitjana i avançada edat (amb una mitjana de 63,7 anys). L'estudi revelava que prenent un suplement de 150 mg d'ubiquinol al dia durant un període de 8 setmanes, els subjectes mostraven significants millores en activitat física i salut mental (es va mesurar a partir de comptar els passos diaris i a partir de l'enquesta de salut SF-36).

## Salut neuronal
Un seguit de petits estudis han demostrat que la CoQ10 produeix beneficis per al sistema neuronal, la qual cosa inclou el cervell. L'any 2002, es va publicar un estudi que examinava els efectes de la CoQ10 (ubiquinona) en pacients en la fase primerenca de la malaltia de Parkinson. Els científics en aquest estudi multicèntric (concretament l'estudi de la Fase II) finançat per l'Institut Nacional de Trastorns Neurològics i Accidents Cerebrovasculars [NINDS], trobaren que la ubiquinona produïa una disminució funcional en la malaltia del Parkinson. En vista d'aquests favorables resultats, dos grans organitzacions: el FDA (Food and Drug administration) i el NIH (National Institutes of Health) han aprovat la Fase III de l'estudi, que actualment es troba en curs.
Es va realitzar també un nou estudi destinat a dur a terme la comparativa dels efectes protectors de la ubiquinona i l'ubiquinol en rosegadors als quals se'ls va subministrar MPTP (1-metil-4-fenil-1,2,3,6-tetrahidropiridine) una neurotoxina que indueix canvis similars als trobats en la malaltia del Parkinson. La toxicitat del compost MPTP afecta les cèl·lules de la substància negra del cervell, és a dir, les cèl·lules de la zona posterior del cervell (pròximes a la medul·la espinal) especialitzades en el control del moviment, i la síntesi de dopamina (un tipus de catecolamina obtinguda de la tirosina, histamina de la histidina i serotonina del triptòfan que actua com a neurotransmissor en el sistema nerviós central). Encara que enfront de la toxicitat del MTPT tant la ubiquinona com l'ubiquinol ofereixen protecció, aquesta protecció és més intensa novament per part de l'ubiquinol.

## Salut oral
En primer lloc cal puntualitzar que amb el terme salut oral es pretén fer referència a tots els aspectes relacionats amb la boca, incloent les dents i genives, així com el teixit connectiu, llavis, llengua i glàndules salivals.
Nous estudis científics s'han realitzat amb el propòsit de relacionar l'estat de la salut oral amb una gran varietat de condicions sistèmiques, que van des de la diabetis fins a malalties respiratòries, osteoporosi, artritis i malalties cardiovasculars. La salut oral i la salut sistèmica són part d'una interfície bidireccional (cada un és completament capaç d'exercir un efecte sobre l'altre). La unió d'aquests dos (salut oral i salut sistèmica) tindrà com a resposta la inflamació. Per via oral, la inflamació pot ser comunament trobada en la malaltia coneguda amb el nom de periodontitis, que pot donar lloc a la destrucció del col·lagen que actua com a suport per a les dents, l'ós alveolar i la mateixa dentadura.
Se sap que la periodontitis eleva els marcadors sistèmics de la inflamació, com la proteïna C-reactiva (de sigles PCR ó CRP). Es tracta d'una proteïna de fase aguda la qual es sintetitza al fetge i que es caracteritza per augmentar els seus nivells en resposta a la inflamació) i la elastasa dels neutròfils presents al sèrum, una proteasa que pot atacar els teixits en determinades condicions.
Investigadors de la Universitat espanyola de Sevilla van determinar que els individus que patien periodontitis experimentaven un increment del nivell de ROS mitocondrial (espècies d'oxigen reactives) i una reducció considerable del nivell de coenzim Q10, cosa que no succeïa als subjectes que no havien patit periodontitis (60,2 pmol/mg de proteïna en comparació a 150,4 pmol Q, el que indicava una disminució del 56%). El factor patogènic principal que dona lloc a la inflamació periodontal és l'excés de generació d'espècies reactives de l'oxigen (ROS), perquè el mitocondri és capaç de filtrar-los com a subproducte en el procés de síntesi d'energia.
El coenzim Q10, a part de ser essencial per a la síntesi mitocondrial d'energia, pot també contrarestar la formació d'espècies reactives d'oxigen, sempre que el coenzim es trobi en la forma reduïda (ubiquinol). Els potents efectes antiinflamatoris de l'ubiquinol han estat demostrats gràcies a estudis molt específics entre els quals cal destacar un estudi de l'expressió gènica de les cèl·lules immunitàries humanes (monòcits coneguts com a THP-1). L'estudi es basava en l'exposició d'aquestes cèl·lules a lipopolisàcarids de la paret bacteriana (LPS) amb la finalitat d'induir l'expressió i secreció de citocines proinflamatòries.
En aquest estudi es va comprovar que l'ubiquinol provocava una important reducció de l'alliberament cel·lular de diverses substàncies proinflamatòries, en especial de citocines TNF-α i dos tipus de quimiocines.
Així doncs, la forma reduïda (ubiquinol) del coenzim Q10 s'ha estudiat específicament en aquest camp pel seu impacte en la salut oral. Els resultats de l'estudi esmentat prèviament van ser presentats el juny de 2011 a la 63a Reunió de la Societat de la Vitamina del Japó per l'Escola d'odontologia de la Universitat de Nihon pels investigadors en els quals es presentava l'avaluació dels efectes de 150mg d'ubiquinol al dia durant un període de dos mesos en un estudi doble cec, és a dir, amb un dels grups de l'assaig clínic que era el grup control (se'ls submistrà placebo). Així els científics van estudiar nombrosos indicadors de la salut periodontal incloent l'adhesió a la placa, la profunditat de les cavitats periodontals, el sagnat i la recessió genival. Ubiquinol ha demostrat beneficis molt significatius en l'adhesió de la placa i un augment en el nivell d'antioxidants salivals, els quals són essencials per al manteniment de la salut oral.
Un possible mecanisme que atorga aquests importants beneficis podria estar basat en l'efecte antioxidant de l'ubiquinol, el qual es creu que podria contrarestar els processos inflamatoris periodontals.
És per aquest motiu que es va establir una relació entre la quantitat de secreció salival i salut oral. La insuficiència de secreció salival, coneguda amb el nom de xerostomia, s'associa amb diversos efectes negatius com per exemple l'augment de la susceptibilitat a patir càries dental i malaltia periodontal. Un altre estudi comparatiu realitzat per investigadors japonesos es va destinar a l'anàlisi dels efectes de l'ubiquinol i la ubiquinona en la secreció salival. En l'estudi van participar seixanta-sis pacients els quals van rebre ubiquinol o ubiquinona en una dosi de 100mg per dia, o bé placebo durant un període d'un mes. Encara que es va observar que tant una com l'altra forma d'administració oral del coenzim Q10 (en forma oxidada o ubiquinona i en forma reduïda o ubiquinol) millorava els nivells de coenzim Q10 salivals, la forma ubiquinol provocà un major augment en la concentració : els nivells elevats per la ubiquinona augmentaren de 60 a 87 ng/mL, mentre que en el cas de l'ubiquinol els nivells augmentaren de 54,6 a 117,7 ng/mL. A més també es va comprovar que l'ubiquinol estimulava la secreció de saliva el que encara consolida més la seva posició com a la forma òptima del coenzim Q10 per a la salut oral.

## Salut renal
Investigadors de la Universitat de Tokio han estat examinant el paper dels antioxidants en la malaltia renal crònica. Com a estudi preliminar, es va desenvolupar un model de malaltia renal crònica animal. Es van crear tres grups experimentals : un grup control, un grup que seguia una dieta rica en sal, i un grup que seguia una dieta rica i a més consumia ubiquinol. En comparació amb el grup control, en els individus que seguien la dieta rica en sal es va observar un augment del desequilibri entre la procucció de les espècies reactives de l'oxigen i la capacitat de detoxicació dels reactius intermedis o solucionar els danys produïts del sistema biològic en qüestió (mesurat per la generació d'anió superòxid en el teixit renal), un augment de la tensió arterial (hipertensió arterial) i s'ha observat també que indueix l'aparició d'albuminúria, un procés patològic caracteritzat per la presència d'albúmina en l'orina. Pel que fa a l'anàlisi dels resultats al grup format per persones que seguien una dieta rica en sal i alhora consumien ubiquinol, es va determinar que presentaven una significativa protecció renal deguda a l'ubiquinol, incloent la disminució en la generació de l'anió superòxid (d'efecte antioxidant), la disminució de la quantitat d'albumina present a l'orina, i la millora de la hipertensió. Aquest estudi s'ha de considerar com a la primera investigació experimental amb l'antioxidant ubiquinol en un model animal de malaltia renal crònica.

## Inflamació i expressió gènica
Els científics han posat en marxa una sèrie d'estudis per examinar els efectes de la CoQ10 en l'expressió gènica. L'anàlisi in silico de cents de gens ha revelat que la CoQ10 afecta a 17 gens diferents, els quals estan connectats funcionalment a quatre diferents vies de senyalització cel·lular: proteïnes G acoblades a receptors, KAK / STAT, la integrina y la beta-arrestina. Els investigadors involucrats en aquest estudi han realitzat posteriorment investigacions detallades de la forma ubiquinol. Una investigació in vitro utilitzant una línia cel·lular humana de monòcits (THP-1) exposats a un estimulant d'inflamació anomenat lipopolisacàrid (LPS) va mostrar que ubiquinol inhibeix l'alliberació de substàncies pro inflamatòries, especialment citocines TNF- α pro inflamatòries, quimiocines RANTES (normal T-call expressades i secretades) i MIP1- α (proteïna inflamatòria dels macròfags). El científics han observat que l‘ubiquinol exerceix un efecte més fort que la ubiquinona en aquests mediadors de la inflamació.
Investigacions més profundes en aquest sentit demostren que alguns d'aquests gens relacionats amb el procés d'inflamació són redox-sensibles. Un estudi in vivo s'ha duit a terme utilitzant tant la ubiquinona com l'ubiquinol en un accelerat envaïment de la cepa de roedor anomenada SAMP1. Una varietat de diferents teixits (fetge, cor, cervell i ronyó) varen ser analitzats mitjançant "microarrays" basats en el perfil de tota expressió genòmica. Un dels descobriments fou que l'ubiquinol és més eficaç que la ubiquinona pel que fa a l'augment dels nivells de CoQ10 al fetge (també s'ha observat en efecte de major biodisponibilitat en sers humans). Una revisió dels perfils d'expressió del genoma en les mostres de fetge va revelar un efecte específic de l'ubiquinol en la via de senyalització del PPAR- α (receptor activat per la proliferació dels peroxisomes). Curiosament, aquests gens sensibles a l'ubiquinol són els principals implicats en la síntesi de colesterol (per exemple, la 3-hidroxi-3-metilglutaril-coenzima A), el metabolisme de lípids (FABP5), i el metabolisme de lipoproteïnes (PLTP). Aquests efectes foren específics per l'ubiquinol, ja que la regulació de gens PPAR- α no es va observar amb la utilització de la ubiquinona.

## Altres descobriments
Hi ha hagut molts estudis que mostren que el CoQ10 és beneficiós en la prevenció i el tractament de les malalties cardíaques i les malalties com la hipertensió arterial, l'arterosclerosi (enduriment de les arteries), angina de pit i insuficiència cardíaca congestiva. S'ha demostrat que els atacs de cor tendeixen a ocórrer quan els nivells de CoQ10 es troben baixos en el cos. Altres investigacions també han trobat que el CoQ10 pot retardar la progressió dels símptomes associats a malalties neurològiques com la malaltia de Parkinson, escleròsi lateral amiotròfica, malaltia de Huntington i la malaltia d'Alzheimer, ja que el cervell i el cor són alguns dels teixits metabòlicament més actius del cos. Ambdós requereixen grans quantitats d'energia sense interrupcions, el que significa que aquests teixits també necessiten una major quantitat d'ubiquinol. La investigació ha demostrat que moltes persones amb malalties del cor o del cervell tenen nivells sèrics de CoQ10 que són inferiors als de les persones sanes. Per aquest motiu, corregir les deficiències sovint pot produir importants resultats. A més a més, el CoQ10 és beneficiós per a la diabetis, la disfunció immune, la malaltia periodontal i el càncer de prostata. Tot i que la investigació sobre l'ubiquinol és encara molt nova, és raonable esperar que els seus beneficis seran iguals, o fins i tot millors, que els del CoQ10, perquè és la forma més activa. També s'han duit a terme estudis per examinar la relació entre l'ubiquinol i els lípids en sang en pacients amb malaltia arterial coronària. En concret, els científics varen intentar determinar si existeix una relació entre en grau d'estenosi (estretament dels vasos sanguinis) i les concentracions d'ubiquinol i lípids de la sang. En la sang, l'ubiquinol es troba majoritàriament en les lipoproteïnes (en concret en les lipoproteïnes de colesterol de baixa densitat, LDL-C).
Al seu torn, les lipoproteïnes agrupen lípids solubles de colesterol per la circulació de la sang soluble en aigua (el colesterol no està lliure) i d'aquí, l'associació entre la CoQ10, el colesterol i les lipoproteïnes. Als subjectes no se'ls va administrar cap dosi d'ubiquinol o estatines, proporcionant així un punt de diferenciació d'altres estudis on s'havia duit a terme la suplementació. Amb el fi de quantificar el grau d'estenosi, els subjectes varen ser sotmesos a una angiografia coronaria. D'un total de 36 persones, 20 foren qualificats com a negatius (menys del 50% d'estenosi), mentre que 16 pacients van donar positiu (més del 70% d'estenosi). El resultats van revelar que el percentatge d'ubiquinol/lípids fou significativament major en el grup de "baixa estenosi", ja que el grup de "alta estenosi" va obtenir valors significativament baixos.
Els científics van comentar que el percentatge d'ubiquinol en lípids pot ser un factor significant en el progrés dels canvis arterioescleròtics. Mentre que això no va arribar a ser un assaig clínic, es va trobar una relació entre l'ubiquinol/lípids i el grau d'estenosi.

## Biodisponibilitat
La biodisponibilitat és la porció d'una dosi administrada d'un medicament que assoleix el sistema circulatori. Així, s'ha comprovat, segons publicacions de moltes revistes científiques, que el cos no absorbeix bé la CoQ10. Això no obstant, el fet que la forma ubiquinol tingui dos àtoms d'hidrogen addicionals, dona lloc a la conversió dels dos grups cetònics en grups hidroxils en la part activa de la molècula. Això causa un augment en la polaritat de la molècula de CoQ10 i pot ser un factor important per a la millora de la biodisponibilitat de l'ubiquinol. Per via oral, l'ubiquinol presenta una major biodisponibilitat que la ubiquinona; la ingesta diària d'una càpsula de 150 mg d'ubiquinol dona lloc a valors màxims en sang de 3,84 mcg / ml passats 28 dies.

## Contingut en aliments
En els aliments, la quantitat d'ubiquinol varia considerablement. Una anàlisi d'una ventall d'aliments ha determinat que aquesta molècula és present en 66 dels 70 aliments i s'ha comptabilitzat que consisteis en el 46% de la ingesta total de coenzim Q10.
La taula a continuació és una mostra dels resultats:
| Aliment         | Ubiquinol (mcg/gm) | Ubiquinona (mcg/gm) |
| --------------- | ------------------ | ------------------- |
| Bou (espatlla)  | 5,36               | 25                  |
| Bou (fetge)     | 40,1               | 0,4                 |
| Porc (espatlla) | 25,4               | 19,6                |
| Porc (cuixa)    | 2,63               | 11,2                |
| Pollaste (pit)  | 13,8               | 3,24                |
| Verat           | 0,52               | 10,1                |
| Tonyina         | 14,6               | 0,29                |
| Jurel           | 20,9               | 12,5                |
| Broquil         | 3,83               | 3.17                |
| Julivert        | 5,91               | 1,57                |
| Taronja         | 0,88               | 0,14                |

## Aspectes moleculars
L'ubiquinol és un benzoquinol i és el producte reduït de la ubiquinona també anomenada coenzim Q10.
La reducció d'ubiquinona a ubiquinol es produeix en els Complexes I i II de la cadena de transport d'electrons. El cicle Q és un procés que es duu a terme al citocrom b, un component del Complex III de la cadena de transport d'electrons, i aquest procés converteix l'ubiquinol en ubiquinona de manera cíclica.
Quan l'ubiquinol s'uneix al citocrom b, el pKa del grup fenol disminueix de manera que un protó ionitza i l'anió fenòxid es forma.
Si s'oxida l'oxigen del fenòxid, es forma una semiquinona amb un electró desaparrellat situat a l'anell.
Una pàgina a Protopedia (Complex III of Electron Transport Chain) mostra estructures del Complex III en 3D que són rotables i poden ser utilitzades en l'estudi de les estructures dels pèptids del Complex III i el mecanisme del cicle Q.